# Първан Савов
Първан Савов Янин (Яньов) е български поборник и възрожденец.

## Биография
Роден е 1804 г. във Вършец. Баща му се казва Сава Янин. В средата на 19 век се премества да живее в Ломското село Мокреш. Известно е че има двама сина – Танас и Трифон. Със синът си Трифон се включват в четата на Панайот Хитов през 1876 г. Участва в боевете при Кладово. Награден е с поборническа пенсия за участието си в Сръбско-Турската война. В битката при Шликовец е ранен в ребрата.
Първан Савов доживява до дълбока старост. В смъртния му акт N 43 от 18 март 1918 г. е записано, че е починал на 114 г.